# Matěj Blümel
Matěj Blümel (* 31. května 2000 Tábor) je český hokejový útočník, působící v klubu Boston Bruins. Mezi jeho největší kariérní úspěchy patří stříbrná medaile z Memoriálu Ivana Hlinky 2017 a bronzová medaile z mistrovství světa 2022. Je také držitelem rekordu Texas Stars v počtu vstřelených branek v jedné sezóně.

## Hráčská kariéra
Rodák z Tábora prošel mládežnickými výběry Pardubic, odkud před sezónou 2017/18 odešel do americké USHL, kde následující 2 ročníky hájil barvy Waterloo Black Hawks. Po konci své druhé sezóny za Waterloo byl Blümel v rámci draftu 2019 vybrán ve 4. kole na celkové 100. pozici Edmontonem.
Dne 2. října 2019 se Blümel vrátil do Pardubic. Po vydařené první části sezóny 2020/21 dostal pozvánku do seniorské reprezentace, za kterou debutoval 20. prosince 2020 proti Švédsku. Hned ve svém prvním duelu za národní tým navíc vstřelil vítězný gól utkání. Na konci téhož ročníku si navíc poprvé zahrál na mistrovství světa, kde zasáhl do 5 utkání, ve kterých vstřelil jednu branku.
Na světovém šampionátu si zahrál i v roce 2022. Na turnaji patřil mezi nejdůležitější hráče českého týmu, když vstřelil 4 branky, na další 4 nahrál a výrazně tak pomohl k zisku bronzových medailí.

### NHL

#### Dallas Stars
Po bronzovém MS podepsal 6. června 2022 dvouletou nováčkovskou smlouvu s Dallas Stars. V nejslavnější lize světa debutoval 11. listopadu 2022 proti San Jose. První gól v NHL vstřelil hned o 2 dny později, 13. listopadu, když překonal brankáře Philadelphie, Felixe Sandströma. Ve zbytku ročníku 2022/23 však Blümel zasáhl už jen do 4 utkání NHL, jelikož drtivou většinu sezóny strávil v AHL, ve které nasbíral celkem 44 bodů v 58 utkáních základní části.
V sezóně 2023/24 hrál pouze za Texas. V 72 utkáních základní části zapsal 62 bodů a dalších 9 přidal během bojů o Calder Cup. V lednu 2024 byl Blümel za své výkony oceněn pozvánkou na AHL All-Stars Classic.
Dne 24. června 2024 Blümel o rok prodloužil smlouvu s Dallasem.
Dne 30. března 2025 Blümel svojí 38. brankou v sezóně stanovil nový rekord Texas Stars v počtu vstřelených gólů v jednom ročníku AHL. Ročník 2024/25 Blümel zakončil s 39 góly, díky čemuž, jako první Čech, získal Willie Marshall Award pro nejlepšího střelce základní části AHL. Díky 72 kanadským bodům se navíc stal druhým nejlépe bodujícím hráčem sezóny, když o bod zaostal za Andrewem Poturalským. Kromě toho byl také vybrán do prvního All-Star týmu AHL.

#### Boston Bruins
Dne 1. července 2025 se Blümel, po otevření trhu s volnými hráči, přesunul do Bostonu, kde podepsal svoji první jednocestnou smlouvu v kariéře.

## Ocenění a úspěchy
- 2016 ČHL-16 – Nejlepší střelec v oslabení
- 2017 ČHL-18 – Nejvíce vstřelených vítězných branek
- 2018 MSJ – Top tří nejlepších hráčů v týmu
- 2024 AHL – All-Star Game
- 2025 AHL – První All-Star Tým
- 2025 AHL – Willie Marshall Award

## Prvenství

### ČHL
- Debut - 4. října 2019 (PSG Berani Zlín proti HC Dynamo Pardubice)
- První gól - 4. října 2019 (PSG Berani Zlín proti HC Dynamo Pardubice, slovenskému brankáři Marku Čiliakovi)
- První asistence - 13. října 2019 (HC Škoda Plzeň proti HC Dynamo Pardubice)
- První hattrick - 5. ledna 2021 (HC Dynamo Pardubice proti BK Mladá Boleslav)

### NHL
- Debut – 11. listopadu 2022 (Dallas Stars proti San Jose Sharks)
- První gól – 13. listopadu 2022 (Philadelphia Flyers proti Dallas Stars, švédskému brankáři Felixi Sandströmovi)

## Klubové statistiky
| Sezóna       | Klub                 | Soutěž       |    | Základní část | Základní část | Základní část | Základní část | Základní část |   | Play off | Play off | Play off | Play off | Play off |
| Sezóna       | Klub                 | Soutěž       | Z  | G             | A             | B             | TM            | Z             | G | A        | B        | TM       |          |          |
| 2017/2018    | Waterloo Black Hawks | USHL         | 50 | 8             | 10            | 18            | 10            | —             | — | —        | —        | —        |          |          |
| 2018/2019    | Waterloo Black Hawks | USHL         | 58 | 30            | 30            | 60            | 22            | —             | — | —        | —        | —        |          |          |
| 2019/2020    | HC Dynamo Pardubice  | ČHL          | 31 | 4             | 1             | 5             | 18            | —             | — | —        | —        | —        |          |          |
| 2020/2021    | HC Dynamo Pardubice  | ČHL          | 49 | 17            | 15            | 32            | 6             | 8             | 3 | 1        | 4        | 0        |          |          |
| 2021/2022    | HC Dynamo Pardubice  | ČHL          | 49 | 12            | 12            | 24            | 8             | 5             | 0 | 0        | 0        | 0        |          |          |
| 2022/2023    | Texas Stars          | AHL          | 58 | 19            | 25            | 44            | 6             | 6             | 0 | 1        | 1        | 0        |          |          |
| 2022/2023    | Dallas Stars         | NHL          | 6  | 1             | 0             | 1             | 0             | —             | — | —        | —        | —        |          |          |
| 2023/2024    | Texas Stars          | AHL          | 72 | 31            | 31            | 62            | 37            | 7             | 5 | 4        | 9        | 4        |          |          |
| 2024/2025    | Dallas Stars         | NHL          | 7  | 1             | 0             | 1             | 0             | —             | — | —        | —        | —        |          |          |
| 2024/2025    | Texas Stars          | AHL          | 67 | 39            | 33            | 72            | 26            | 14            | 7 | 9        | 16       | 4        |          |          |
| Celkem v NHL | Celkem v NHL         | Celkem v NHL | 13 | 2             | 0             | 2             | 0             | —             | — | —        | —        | —        |          |          |

## Reprezentace
| Rok                       | Tým                       | Soutěž                    | Z  | G | A | B | TM |
| ------------------------- | ------------------------- | ------------------------- | -- | - | - | - | -- |
| 2017                      | Česko 18                  | MIH                       | 5  | 0 | 2 | 2 | 0  |
| 2018                      | Česko 18                  | MS-18                     | 7  | 2 | 2 | 4 | 6  |
| 2020                      | Česko 20                  | MSJ                       | 5  | 1 | 0 | 1 | 0  |
| 2021                      | Česko                     | MS                        | 5  | 1 | 0 | 1 | 0  |
| 2022                      | Česko                     | MS                        | 10 | 4 | 4 | 8 | 0  |
| Seniorská kariéra celkově | Seniorská kariéra celkově | Seniorská kariéra celkově | 15 | 5 | 4 | 9 | 0  |